# James Sandecker
L'Ammiraglio James Sandecker è un personaggio letterario presente nei libri di Clive Cussler. È stato a capo della NUMA fino a Odissea dove il suo posto è stato preso da Dirk Pitt. L'ammiraglio ha assunto invece la carica di vicepresidente degli Stati Uniti. Si laureò presso l'accademia navale degli Stati Uniti nel 1939. Descritto come molto rigido e inflessibile quando assunse le redini della NUMA la sua squadra era costituita solo da una dozzina di elementi, negli anni è riuscito a modificare l'organizzazione rendendola molto più efficiente e con tanti scienziati al suo comando. Sempre all'avanguardia sono le navi della flotta che montano spesso ogni tipo di nuova tecnologia. Negli anni ha costruito la sua rete di conoscenze nel mondo politico che spesso sono determinanti per ottenere le autorizzazioni per le azioni che si rendono necessarie nelle avventure. È vegetariano e si tiene in forma correndo tutte le mattine per vari chilometri. Fuma sigari Hoyo de Monterrey, che si fa importare da un suo amico, ed è tormentato dal fatto che Al Giordino fumi gli stessi senza che non ne manchi mai nessuno dalla sua riserva personale. Nella trasposizione cinematografica di Recuperate il Titanic! è stato interpretato da Jason Robards, mentre in Sahara da William H. Macy.